# Riaza
Riaza ist eine aus mehreren Weilern (pedanías) und Einzelgehöften (fincas) bestehende nordspanische Gemeinde (municipio) mit 2.144 Einwohnern (Stand: 2024) in der Provinz Segovia in der Autonomen Gemeinschaft Kastilien-León.
Neben dem Hauptort Riaza gehören die Ortschaften Aldeanueva del Monte, Alquité, Barahona de Fresno, Becerril, Madriguera, Martín Muñoz de Ayllón, El Muyo, El Negredo, Villacorta und Serracín zur Gemeinde.

## Lage und Klima
Die Gemeinde Riaza liegt etwa 55 km (Fahrtstrecke) nordnordöstlich von Segovia in einer mittleren Höhe von ca. 1190 m. Das Klima ist im Winter rau, im Sommer dagegen gemäßigt bis warm; Regen (ca. 693 mm/Jahr) fällt übers Jahr verteilt.

## Bevölkerungsentwicklung
| Jahr      | 1970 | 1981 | 1991 | 2001 | 2011 | 2021 |
| Einwohner | 1321 | 1434 | 1624 | 1733 | 2516 | 2135 |

Riaza ist eine von wenigen Gemeinden in der Provinz Segovia, deren Einwohnerzahl – allerdings auch bedingt durch Eingemeindungen 1979 Jahren – gestiegen ist.

## Sehenswürdigkeiten
- Marienkirche (Iglesia de Nuestra Señora del Manto) aus dem 15. Jahrhundert
- Johanniskapelle
- Rochuskapelle
- Marienkapelle
- Rathaus mit dem Großen Platz (Plaza Mayor)

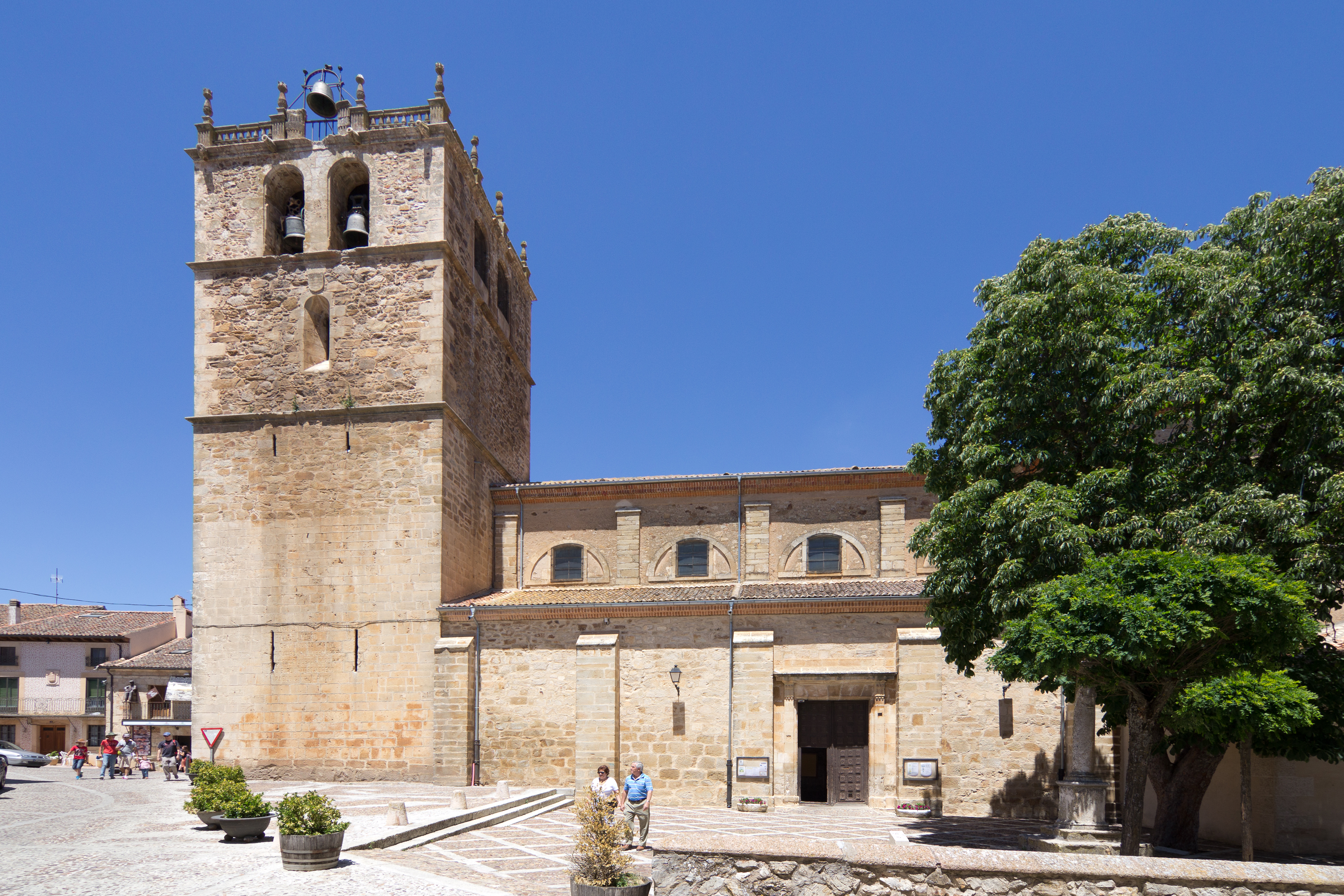
Marienkirche
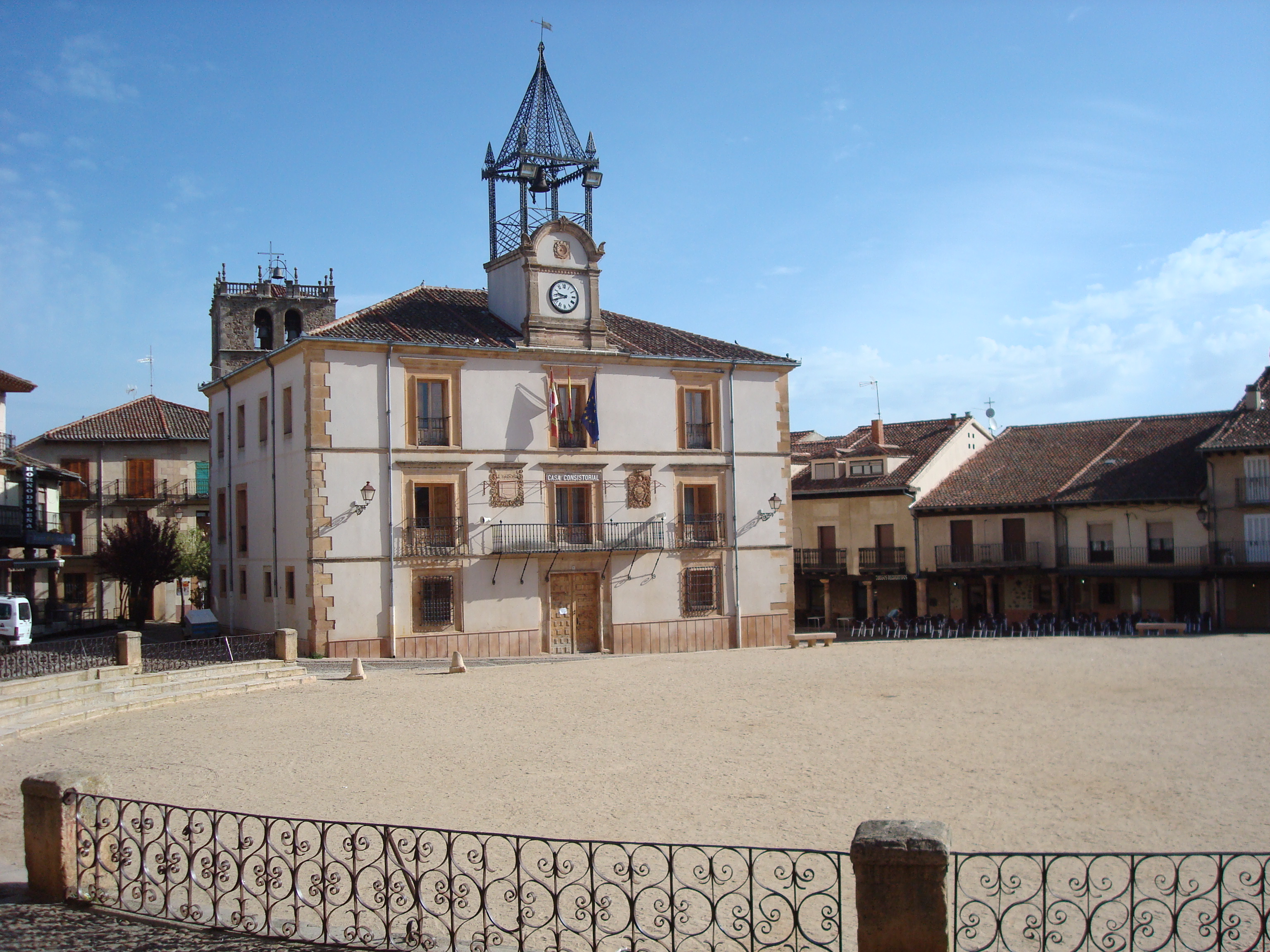
Rathaus und Großer Platz

## Persönlichkeiten
- Aurelio del Pino Gómez (1888–1971), Bischof von Lleida (1947–1967)
- Agustín Javier Zamarrón (* 1946), Arzt und Politiker (PSOE)